# IEEE 802.3u
 (novembre 2022).
Si vous disposez d'ouvrages ou d'articles de référence ou si vous connaissez des sites web de qualité traitant du thème abordé ici, merci de compléter l'article en donnant les références utiles à sa vérifiabilité et en les liant à la section « Notes et références ».
IEEE 802.3u est une norme ratifiée en 1995 et appartenant au groupe de normes IEEE 802.3 (Ethernet). IEEE 802.3u est aussi un groupe de travail du sous-comité IEEE 802.3 aujourd'hui dissous. Cette norme, connue également sous le nom de Fast Ethernet, traite principalement de la mise en œuvre de liaisons filaires full duplex permettant des transferts de données jusqu'à un débit de 100 Mbit/s.